# Marlene Dietrich (monodrama)
Marlene Dietrich je hrvatska monodrama. Kazališni komad je premijerno izveden u foyeru Hrvatskoga narodnog kazališta u Splitu 18. prosinca 1999. godine. Do danas (stanje na 31. srpnja 2019.) izvedena je preko 400 puta na kazališnim pozornicama diljem Hrvatske i inozemstva (u SAD u Los Angelesu, Pittsburghu, New Yorku, San Pedru, pa na međunarodnim festivalima u Crnoj Gori, Bosni, Sloveniji, Venezueli, Moldaviji, Rumnjskoj, Bugarskoj te u Italiji).
Tekst za monodramu ("monoshow") napisali su Ivan Leo Lemo, Ana Tonković Dolenčić i Vlatko Broz.  Na premijeri pijanist je bio Joško Koludrović, dramaturg Ana Tonković Dolenčić i Vlatko Broz, Ivan Leo Lemo bio je scenograf, kostimografkinja bila je Vedrana Rapić Prga i koreograf Ivica Petrić.
Monodrama je o životu jedinstvene kazališne i filmske dive Marlene Dietrich. Od početka pa do danas ju preko dva desetljeća utjelovljuje hrvatska nacionalna dramska prvakinja Ksenija Prohaska. Redatelj je Ivan Leo Lemo. Predstava se izvodi uz glasovirsku pratnju (dosad su svirali Joško Koludrović,Ivan Božičević, Iryna Smirnova odnosno Irina Nikolenko). Monodrama je izvedena na četiri jezika (hrvatski, engleski, talijanski, španjolski), priprema se izvedba i na češkom jeziku. Za ulogu je Ksenija Prohaska dobila je brojne nagrade (2005. godine na međunarodnom festivalu Mittelfestu u Cividale del Friuli - nagrada Premio Adelaide Ristori).
Predstavu čine 11 monologa i 13 ispjevanih pjesama (Lola, Ich hab noch einen Koffer in Berlin, Boys in the Backroom, Sag mir wo die Blumen sind, Ich bin von Kopf bis Fuß auf Liebe eingestellt, Lili Marleen...) na više jezika (njemački, engleski, francuski). Monodrama ima elemente kabareta. U monodrami se dotiče epizoda iz života Marlene Dietrich: od berlinskih početaka, grandiozne holivudske avanture, strastvene i tužne ljubavi s Jeanom Gabinom, dana na bojištima Drugoga svjetskog rata, pa sve do posljednjih samotničkih pariških dana.